# 张淑芬 (1960年)
张淑芬（1960年4月—），大连理工大学教授、精细化工系系主任，主要从事生物质资源化工的基础研究与综合利用、染料化学与光化学等方面的研究。入选中华人民共和国教育部第七批"长江学者"特聘教授。